# Grand Prix Abú Zabí
Grand Prix Abú Zabí je jedním ze závodů mistrovství světa vozů Formule 1, pořádané Mezinárodní automobilovou federací. Místem konání je trať Yas Marina v emirátu Abú Zabí ve Spojených arabských emirátech.

## Vítězové Grand Prix Abú Zabí
Tučně jsou znázorněni účastníci aktuální sezóny šampionátu Formule 1.

### Opakovaná vítězství (jezdci)
| Počet vítězství | Jezdec           | Roky                         |
| --------------- | ---------------- | ---------------------------- |
| 5               | Lewis Hamilton   | 2011, 2014, 2016, 2018, 2019 |
| 4               | Max Verstappen   | 2020, 2021, 2022, 2023       |
| 3               | Sebastian Vettel | 2009, 2010, 2013             |

### Opakovaná vítězství (týmy)
| Počet vítězství | Konstruktér | Roky                                     |
| --------------- | ----------- | ---------------------------------------- |
| 7               | Red Bull    | 2009, 2010, 2013, 2020, 2021, 2022, 2023 |
| 6               | Mercedes    | 2014, 2015, 2016, 2017, 2018, 2019       |
| 2               | McLaren     | 2011, 2024                               |

### Opakovaná vítězství (dodavatelé motorů)
| Počet vítězství | Dodavatel | Roky                                           |
| --------------- | --------- | ---------------------------------------------- |
| 8               | Mercedes  | 2011, 2014, 2015, 2016, 2017, 2018, 2019, 2024 |
| 4               | Renault   | 2009, 2010, 2012, 2013                         |
| 2               | Honda     | 2020, 2021                                     |

### Vítězové v jednotlivých letech
| Rok  | Jezdec           | Konstruktér         | Trať       | Výsledky |
| ---- | ---------------- | ------------------- | ---------- | -------- |
| 2024 | Lando Norris     | McLaren-Mercedes    | Yas Marina | Výsledky |
| 2023 | Max Verstappen   | Red Bull–Honda RBPT | Yas Marina | Výsledky |
| 2022 | Max Verstappen   | Red Bull–RBPT       | Yas Marina | Výsledky |
| 2021 | Max Verstappen   | Red Bull–Honda      | Yas Marina | Výsledky |
| 2020 | Max Verstappen   | Red Bull–Honda      | Yas Marina | Výsledky |
| 2019 | Lewis Hamilton   | Mercedes            | Yas Marina | Výsledky |
| 2018 | Lewis Hamilton   | Mercedes            | Yas Marina | Výsledky |
| 2017 | Valtteri Bottas  | Mercedes            | Yas Marina | Výsledky |
| 2016 | Lewis Hamilton   | Mercedes            | Yas Marina | Výsledky |
| 2015 | Nico Rosberg     | Mercedes            | Yas Marina | Výsledky |
| 2014 | Lewis Hamilton   | Mercedes            | Yas Marina | Výsledky |
| 2013 | Sebastian Vettel | Red Bull-Renault    | Yas Marina | Výsledky |
| 2012 | Kimi Räikkönen   | Lotus-Renault       | Yas Marina | Výsledky |
| 2011 | Lewis Hamilton   | McLaren-Mercedes    | Yas Marina | Výsledky |
| 2010 | Sebastian Vettel | Red Bull-Renault    | Yas Marina | Výsledky |
| 2009 | Sebastian Vettel | Red Bull-Renault    | Yas Marina | Výsledky |